# Eletrična opekotina
Električna opekotina je posebna vrsta termičkih povreda koja nastaje posledica strujnog udara, odnsono direktnog kontakta tela sa izvorima električne energije ili grmljavinom. Ove opekotine karakterišu tačke na telu na kojima je elektricitet ušao i izašao iz tela, u obliku nekoliko malih opečenih područja ali sa velika dubinom. Posebna opasnost kod ovih opekotina je ako elektricitet na svom putu kroz telo prolazi kroz područje srca. Tada se opekotina može komplikovati srčanom fibrilacijiom i smrtnim ishodom.
Električne opekotine odraslih obično se javljaju u radnim okruženjima, dok kod deca one nastaju prvenstveno u domaćinstvu. Spektar električnih opekotina je širok, od minimalnih ozleda do teškog multiorganskog oštećenja sve do smrti.

## Epidemiologija
Broj električnih opekotina je u stalnom porastu sa povećanjem broja izvora električne energije, vezanih za razvoj naučnog i tehnološkog napretka u svetu. Svakako ona povećava udobnost života, ali u isto vreme, stavra veliki rizik za nastanak povreda i opekotina.Na električne opekotine otpada do 8% od svih opekotina. Električna opekotina često je uzrok invalidnosti, a u nekim slučajevima i smrti, što ih svrstava na jedno od prvih mesta po opasnosti.
Morbirditet/mortalitet
Približno 1.000 smrtnih slučajeva godišnje uzrokovano je električnim povredama u Sjedinjenim Državama, sa stopom smrtnosti od 3—5%. Ove povrede čine 3-5% od svih povreda primljenih u jedinice intenzivnog lečenja i uzrok su 2-3% hitnih pedijatrijskih slučajeva povreda.
Postoje neki dokazi da je učestalost povreda niskog napona među decom u opadanju, možda zbog široke upotrebe prekidača strujnih krugova (GFCI), ali je stopa visokonaponskih povreda, koje obično uključuju vodove ili izvore struje koje koristi železnice, ostala stabilna. Zbog prirode profesionalnih opasnosti od električne energije, električne ove povred predstavljaju četvrti vodeći uzrok traumatske smrti vezane za posao (5-6% svih smrtnih slučajeva radnika).
Rasne razlike
Ne postoji rasna podložnost električnim opekotinama. Profesionalni trendovi ukazuju da su trgovci u visokorizičnim zanimanjima nesrazmerno belci; stoga je veća verovatnoća da će ova grupa, za razliku od drugih rasa u Sjedinjenim Državama doživeti povredu, zbog prirode posla.
Polne razlike
Stopa električnih povreda u dečjoj dobi veća je kod dečaka nego kod devojčica; takođe stope povreda odraslih su značajno veće kod muškaraca nego kod žena, verovatno zbog profesionalne predispozicije. Većina studija pokazuje da se više od 80% električnih povreda javlja kod muškaraca.
Starosne razlike
Bimodalna distribucija električnih povreda postoji među vrlo mladima (deca < 6 godina) i među mladim i odraslim osobama u radnoj dobi. Obrasci električnih povreda variraju u zavisnosti od starosti (npr izloženost niskom naponu u kući kod mališana i izloženost visokom naponu među adolescentima koji se izlažu raznim  rizicima i putem profesionalne izloženosti).

## Opšte informacije
Električna energija se deli na niske (iz izvora do 600 V), i visoke (iz izvora većih od 600 V) napone. Opekotine izazvane visokim naponom češće nastaju na radnom mestu i generalno su opasnije, jer nastaju u kombinaciji sa mehaničkih povredama i sekundarnim opekotinama izazvanim paljenjem odeće i okolnih predmeta, ili užarenog vazduha.
Visoki napon se prostire kroz telo najkraćim putem, što dovodi do težih oštećenja tkiva i organa. Ove povrede su kombinacija oštećenja, sa masivnom nekrozom mišića i unutrašnjih organa. Električna struja prolazi kroz strukture nervnog sistema, što remeti njegove funkcije, i ponekad je praćen gubitkom svesti različitog trajanja sa pratećom retrogradanom amnezijom, konvulzijama, vrtoglavicom, glavoboljom. U nekim slučajevima, javljaju se znaci povećanog intrakranijalnog pritiska (fotofobija, kočenje vrata, epileptiformni napadi, itd).

## Etiologija
Električna povreda nastaje kada osoba postane deo električnog kruga ili je pod uticajem toplotnog efekta obližnjeg električnog luka. Kako povrede mogu biti izazvane visokonaponskim, naizmeničnim naponom, niskonaponskim naizmeničnim naponom ili jednosmernom strujom, klasifikacija električnih povreda uglavnom se zasniva na veći broj faktora, od kojih je svaki povezan sa određenim uzorcima povreda, kao što su:
- Izvor napajanja  — električna struja ili munja
- Napon  — visok ili nizak napon
- Tip struje  — naizmenične ili jednosmerna.

Eletrična opekotina izazvana visokim naponom
Povrede visokog napona najčešće se javljaju od provodnog objekta koji dodiruje nadzemni visokonaponski energetski vod. U pojedinim zemljama sveta, većina električne energije se distribuira i prenosi golim aluminijumskim ili bakrenim provodnicima, koji su izolovani vazduhom. Ako je vazduh probijen pomoću provodnika (npr. aluminijumski stub, antena, jarbol za jedrilicu, dizalica), svaka osoba koja dodirne vodič može se povrediti.
Profesionalne povrede mogu uključivati direktan kontakt sa električnom sklopnom opremom i komponentama pod naponom.
Eletrična opekotina izazvana niskim naponom
Generalno, javljaju se dve vrste niskog napona: deca grizu električni kabl koji stvara povredu usana, lica i jezika, ili odraslu osobu koja se „uzemljuje” dok dodiruje uređaj ili drugi predmet koji je pod naponom. Ovaj tip opekotina se smanjuje s povećanjem upotrebe prekidača strujnih krugova (GFCI) u krugovima gde se ljudi lako mogu uzemljiti. GFCI zaustavlja strujni tok u slučaju struje curenja (uzemljenj) ako je kontakt sa zemljom veći od 0.005 ampera (0.6 W na 120V).
Eletrična opekotina izazvana jednosmernom strujom
Ove povrede se obično susreću kada treća energetska šina električnog voznog sistema (tramvaj električna lokomotiva) stupi u kontakt sa osobom koja je uzemljena. Time se uspostavlja strujni tok kroz žrtvu, uzrokujući teške elektrotermalne opekline i miokroziju.

## Vreste električnih opekotina
Zavisno od napona, vrste struje, putanje, trajanja kontakta i vrste strtujnog kruga, električne opekotine mogu uzrokovati razne povrede zasnovane pre svega na nekoliko različitih mehanizama.

### Direktan kontakt
Struja koja prolazi direktno kroz telo vrši zagrevanje tkiva koje zatim uzrokuje elektrotermalnu opekline, kako na površini kože tako i na dubljim tkivima, zavisno o njihovoj otpornosti.
Ovo je tipično prouzrokovano oštećenje na kontaktnoj tačkitela  sa izvora električne struje i kontaktnoj tački sa zemljom. 

### Električni lukovi
Električni luk iumeđu izvora elektriciteta i tela formira se između objekata različitog električnog potencijala koji nisu u direktnom kontaktu jedan s drugim. Najčešće je to visoko naelektrisani izvor i tlo.
Temperatura električnog luka može dostići 2.500—5.000 °C, što rezultuje dubokim termalnim opeklinama na na mestu dodira strfujog luka sa kožom. To su povrede visokog napona koje mogu uzrokovati i toplotne i plamene opekotine, kao i povrede od istosmerne struje duž puta luka.

## Požar
Ova vrsta opekotina nastaje nakon paljenje odeće direktnim dejstvom plamena, nakon što su elektrotermalne i lučne struje zapalile odeću opečene osobe.

## Bljesak
Kada toplota iz obližnjeg električnog luka izazove termičku opekotine, a pri tome struja ne ulazi u telo, govorimo o povredi nastaloj električnim bljeskom. Opekline od bljeska mogu pokrivati veliku površinu tela, ali su obično male dubine.

## Jatrogeno izazivana električna opekotina
Jatrogeno izazivana električna opekotina, može nastati postupci zdravstvenih radnika koji predstavljaju grubu grešku, neznanje ili nesavesatan rad sa električnim  medicinskim aparatima i opremom.
U ove uzroke jatrogenije spadaju nepoštovanje kontraindikacija za pojedine električne procedure, nepoštovanje propisanih procedura u primeni medicinske opreme, rad pod uticajem alkohola, nepravilna manipulacija instrumenatima, kvar opreme itd.

## Diferencijalna dijagnoza
Diferencijalno dijagnostički treba imati u vidu ove bolesti i povreda:
- Hemijske opekotina
- Intrakranijalno krvarenje
- Opekotine i hemijske povrede oka
- Respiratornu insufiicijenciju
- Rabdomiolizu
- Napade mišičnih grčeva
- Epilepsiju
- Sinkopu
- Ventrikularnu fibrilaciju u hitnoj medicini

## Prognoza
Opekotine i traumatske povrede i dalje uzrokuju većinu morbiditeta i mortaliteta od električnih povreda. Za one bez produžene nesvestice ili srčanog zastoja, prognoza za oporavak je odlična.
Na morbiditet i mortalitet uveliko utiče određeni tip električnog kontakta koji je uključen u svako izlaganje. Ukupna smrtnost se procjenjuje na 3-15%. Flaš opekotine imaju bolju prognozu nego opekotine lukom ili provodne opekline.
Osobe koje su iskusile povrede niskog napona bez trenutnog srčanog ili respiratornog zastoja imaju nisku smrtnost, ali može postojati značajan morbiditet usled traume usne šupljine kod dece koja grizu električne žice ili kod odrasle osobe koje pate od opekotina ruke.
Osobe koje su iskusile povrede niskog napona sa zastojem srca ili disanja mogu se potpuno oporaviti sa trenutnim CPR na licu mesta; međutim, produženo CPR i vrieme transporta mogu rezultovatii trajnim oštećenjem mozga.
Povrede visokim naponom često izazivaju teške opekotine i tupu traumu. Pacijenti su pod visokim rizikom od mioglobinurije i bubrežne insuficijencije. Opekotine su često na kraju mnogo gore nego što se u početku to izgleda.

## Komplikacije
Niski napon
Ako nema značajnih opekotina i ako se svest vrati pre dolaska u ili u ambulantu, očekuje se potpuni oporavak. Prijavljene su retke perzistentne aritmije.
Postojanost nesvstice nosi lošiju prognozu, a potpuni oporavak se ne očekuje nakon 24 sata od pojave nesvestice.
Pravilnim tretmanom, umanjenje ozljeda usta niskim napona može se svesti na minimum. Ožiljci su skoro uvek prisutni.
Visoki napona
Preživaljavanje opečenih sa masivnim opekotinama je sada pravilo, a ne izuzetak. Međutim, stope amputacije i značajnog morbiditeta od traumatskih povreda i opekotina ostaju visoke.

## Spoljašnje veze
- Električne povrede u hitnoj medicini U: emedicine.medscape.com (језик: енглески)

|  | Molimo Vas, obratite pažnju na važno upozorenje u vezi sa temama iz oblasti medicine (zdravlja). |